# Красная Тула
Красная Тула — посёлок в  Омском районе Омской области России. Входит в состав Комсомольского сельского поселения. Население 220 чел. (2010) .

## История
В соответствии с Законом Омской области от 30 июля 2004 года № 548-ОЗ «О границах и статусе муниципальных образований Омской области» посёлок вошёл в состав образованного муниципального образования «Комсомольское сельское поселение». 

## География
Красная Тула находится  на юге центральной части региона,   в лесостепной полосе Барабинской низменности .
Абсолютная высота — 117 м. над уровнем моря.

## Население
| 2006 | 2010 |
| ---- | ---- |
| 223  | ↘220 |

Гендерный состав
По данным Всероссийской переписи населения 2010 года в гендерной структуре населения из 220 человек мужчин — 112, женщин — 108	(50,9 и 49,1 % соответственно)
Национальный состав
Согласно результатам переписи 2002 года, в национальной структуре населения русские составляли 55 % от общей численности населения в 274 чел. .

## Инфраструктура
Развитое сельское хозяйство. Личное подсобное хозяйство. 

## Транспорт
Автодорога «Подъезд к пос. Красная Тула» (идентификационный номер 52 ОП МЗ Н-349) длиной 14,00 км..
Просёлочные дороги.